# Архангельский, Валентин Акимович
Валенти́н Аки́мович Арха́нгельский (18 июля 1928, Боровичский округ, Ленинградская область — 25 апреля 2013, Москва) — советский журналист и публицист, главный редактор газет «Правда Востока» и «Неделя»; заместитель главного редактора газеты «Известия».

## Биография
Родился 18 июля 1928 года в деревне Котово Боровичского округа Ленинградской области.
В 1948 году поступил в Харьковский университет, затем перевёлся на отделение журналистики филологического факультета Ленинградского государственного университета.
В 1956 году окончил Ташкентский педагогический институт.
Корреспондент ленинградской молодёжной газеты «Смена» (1949); слушатель Высшей комсомольской школы при ЦК ВЛКСМ в Москве (1950).
Заведующий отделом, заместитель редактора, редактор газеты «Комсомолец Узбекистана» (1952—1960).
Заместитель редактора республиканской газеты «Правда Востока» (Ташкент, 1960—1963), затем — главный редактор этого издания.
В 1963 году был избран секретарём по идеологии Ташкентского горкома КПСС, затем — заведующий отделом пропаганды и агитации ЦК КП Узбекистана.
С 1971 года в Москве, был назначен главным редактором иллюстрированного еженедельника «Неделя».
Одновременно являлся членом редколлегии газеты «Известия» (а с 1982 — и заместителем главного редактора).
Выйдя на пенсию в 1989 году, создал газетно-издательскую фирму «Дайджест», выпускал газеты «„Курьер“ для вас» и «36 и 6».
Работал в ЗАО «Финансовая компания „Интраст“».
Умер 25 апреля 2013 года в Москве. Похоронен на Троекуровском кладбище.

## Семья
Супруга — Ходжаева Лазокат Миралиевна (27.03.1932 — 18.01.2021).